# Cross (Lewis and Harris)
Cross, schottisch-gälisch Cros, ist eine Ortschaft auf der schottischen Hebrideninsel Lewis and Harris.

## Lage
Cross liegt im Nordwesten von Lewis, dem Nordteil der Doppelinsel Lewis and Harris. Die Ortschaft befindet sich inmitten einer Kette von Ortschaften entlang der A857. Sie geht im Nordosten beziehungsweise Südwesten nahezu nahtlos in die Nachbarortschaften Swainbost beziehungsweise North Dell über. Stornoway, der Hauptort der Insel, befindet sich etwa 30 Kilometer südsüdwestlich. Die Ortschaft, deren Häuser linear entlang der Straße gereiht sind, liegt nahe der Westküste der Insel und gehört zu deren am weitesten nördlich gelegenen Siedlungen.

## Geschichte
An der Atlantikküste bei Cross befindet sich der eisenzeitliche Dun Mara. Cross entwickelte sich als Croftersiedlung. Teile der Böden des Gemeindegebiets werden als fruchtbar beschrieben, andere als sumpfig. Auf der ersten Karte der Ordnance Survey der Region aus dem Jahre 1853 sind in Cross 18 bedacht, zwei teilweise bedacht und zehn unbedacht vorliegende Gebäude verzeichnet.
Um 1910 ließ die United Free Church of Scotland in Cross die Cross Church errichten. Einst besaß die Ortschaft eine Grundschule. Diese wird heute als Heimatmuseum genutzt.